# الإعطاء الجماعي للأدوية
يسمى إعطاء الأدوية لجميع السكان بغض النظر عن حالتهم الصحية بالإعطاء الجماعي للأدوية.
تتناول هذه المقالة إعطاء الأدوية المضادة للملاريا لجماعات سكانية كاملة وهو تدخل جرى في سياق مكافحة الملاريا طوال أكثر من 70 عامًا. أدت المقترحات الحديثة للحد من الملاريا أو حتى إنهائها إلى تجدد الاهتمام بالإعطاء الجماعي للأدوية في المناطق التي تتوطن فيها الملاريا بشكل كبير. أعطيت الأدوية جماعيًا بشكل مباشر ضمن شوط علاجي كامل أو بشكل غير مباشر من خلال تدعيم الملح. لم ينجح الإعطاء الجماعي للأدوية عمومًا في منع انتقال المرض ولكنه في بعض الحالات، أثر بشكل ملحوظ على انتشار الطفيلي ومعدل حدوث الملاريا السريري. يُرجّح أن يعزز هذا الإجراء انتشار الطفيليات المقاوِمة للأدوية، لذلك يظل دوره محدودًا في مكافحة الملاريا. ربما يساعد الإعطاء الجماعي للأدوية في ضبط الأوبئة والسيطرة على الملاريا في المناطق التي يكون موسم الانتقال فيها قصيرًا للغاية. وبهدف الحد من خطر انتشار مقاومة الأدوية، يجب مشاركة أكثر من نوع من الأدوية في هذا الإجراء، ويفضل أن يتضمن البرنامج دواءً يؤثر على الأعراس (الخلايا المشيجية) مثل عقار أرتيميسينين. الإعطاء الجماعي للأدوية ذو قبول متدنٍ في المناطق التي تتوطن فيها الملاريا بشكل منخفض.
مثال آخر على الإعطاء الجماعي للأدوية هو العلاج الجماعي للديدان عند الأطفال للتخلص من عدوى الديدان الطفيلية (الديدان المعوية).

## الخلفية والتاريخ
تعود التقارير حول محاولات مكافحة الملاريا عبر العلاج الجماعي بالأدوية المضادة للملاريا إلى عام 1932 على أقل تقدير. في خمسينيات القرن العشرين، اعتمدت منظمة الصحة العالمية الإعطاء الجماعي للأدوية المضادة للملاريا ليكون أداةً للقضاء على الملاريا «في ظروف استثنائية عندما تفشل تقنيات السيطرة التقليدية». وحتى عام 1971، بقيت لجنة خبراء منظمة الصحة العالمية المعنية بالملاريا توصي بالإعطاء الجماعي للأدوية في ظروف خاصة. ولكن بعد ذلك، ترافق الإعطاء الجماعي للأدوية بظهور المقاومة للأدوية والشكوك بفائدته الإجمالية. فاستُبدل هدف القضاء على الملاريا بالوقاية من الملاريا والوفيات المرتبطة بها من خلال توفير العلاج الفعال. نظرًا إلى أن فعالية الإعطاء الجماعي للأدوية قصيرة الأمد، اقتُرح تكرار الإعطاء الجماعي للأدوية الذي قاد إلى تطوير العلاج الوقائي المتقطع.

## الطرق
استُخدمت طريقتان في الإعطاء الجماعي للأدوية، الإعطاء المباشر وغير المباشر. في الإعطاء الجماعي للأدوية المباشر، ويشار إليه أيضًا باسم «العلاج الجماعي بالأدوية»، تقدَم جرعة علاجية من الدواء المضاد للملاريا لجميع السكان، عادة على شكل أقراص. في الإعطاء الجماعي للأدوية غير المباشر، يُضاف الدواء المضاد للملاريا إلى الطعام، كتدعيم الملح.

### الإعطاء الجماعي للأدوية المباشر
جرى أول استخدام موثق على نحو جيد للإعطاء الجماعي للأدوية المباشر في مزرعة مطاط في ليبيريا في عام 1931. أعطي العمال وأسرهم في مخيمين جرعتان من عقار 8-أمينوكوينولين بلاسموكوين أسبوعيًا. دُرس انتشار طفيلي الملاريا في البشر وبعوض الأنوفيل قبل وبعد العلاج. وتوصل الباحثون إلى أن «انخفاض معدل إصابة البعوض في المخيمين المعالجين بالبلاسموكوين كان كبيرًا جدًا ويشير إلى اختفاء محلي، أو على الأقل إلى انخفاض كبير، في حاملات الأعراس عند المجموعة المعالَجة».

### الإعطاء الجماعي للأدوية غير المباشر
ينطوي النهج الآخر في الإعطاء الجماعي للأدوية على إضافة مضادات الملاريا إلى المواد الغذائية الأساسية، وعادة ما تكون الملح. قدم بينوتي الملح المعالج بالكلوروكوين لمكافحة الملاريا في عام 1952 وأعطى نتائج واعدة في عدد من التجارب الميدانية وبرامج مكافحة الملاريا في البرازيل.

## تقييم الفعالية
تعتمد إمكانية الحكم على نجاح الإعطاء الجماعي للأدوية أو فشله على التوقعات المرجو تحقيقها؛ لا تحدد الكثير من الدراسات هدفها الرئيسي في بداية الدراسة، كإيقاف انتقال المرض أو السيطرة عليه. حين استُخدم الإعطاء الجماعي للأدوية بهدف إيقاف الانتقال بالكامل، كانت النتيجة الفشل دائمًا. باستثناء مشروع واحد فقط، أُجري على أنيتيوم، جزيرة صغيرة معزولة في المحيط الهادئ، حيث أُوقف انتقال العدوى بشكل دائم عبر الإعطاء الجماعي للأدوية بوصفه إحدى استراتيجيات مكافحة الملاريا المتعددة. وعلى الرغم من فشل محاولات إيقاف الانتقال التام، نجحت الكثير من تجارب الإعطاء الجماعي للأدوية في خفض انتشار الطفيلي بشكل ملحوظ، وربما أدت أيضًا إلى آثار عابرة على المراضة المتعلقة بالملاريا والوفيات. تعتبر اليوم معظم تصاميم التجارب المبكرة غير كافية للوصول إلى إجابة نهائية عبر نتائج الدراسة. فمثلًا، استُخدمت المقارنات قبل وبعد المعالجة بشكل متكرر. هذه المقارنات غير موثوقة خاصةً بالنظر إلى الأمراض المنقولة عبر وسيط ناقل والتي تبدي اختلافات ملحوظة في معدلات الإصابة بين موسم وآخر ومن سنة إلى أخرى. وأيضًا، جرت عدة دراسات على مجموعة تدخل واحدة ومجموعة تحكم واحدة، على الرغم من عدم كفاية مجموعة تحكم واحدة للوصول إلى نتائج قابلة للتفسير إحصائيًا.

## الإعطاء الجماعي للأدوية ومقاومة الأدوية
لا ترجع عدم شعبية الإعطاء الجماعي للأدوية حاليًا إلى الشكوك المتعلقة بفائدته وحسب، وإنما بسبب المخاوف من انتشار مقاومة الأدوية الناتجة عنه. ظهرت المخاوف من مقاومة البيريميثامين ولاحقًا مقاومة الكلوروكوين الناتجتين عن الإعطاء الجماعي للأدوية لأول مرة في أوائل الستينيات. ربطت الأدلة الظرفية استخدام الملح المدعم بالأدوية بظهور مقاومة الكلوروكوين في ثمانينيات القرن الماضي: ظهرت مقاومة الكلوروكوين أولًا في ثلاثة بؤر، أمريكا الجنوبية (كولومبيا وفنزويلا والبرازيل)، جنوب شرق آسيا (تايلاند وكمبوديا)، وإفريقيا (تنزانيا وكينيا). جادل باين بأن العامل المشترك في هذه المناطق الثلاثة المتنوعة وبائيًا هو الانتشار الواسع للأملاح المدعمة قبل ظهور مقاومة الكلوروكوين.
بخلاف الإعطاء الجماعي للأدوية غير المباشر، لم يترافق إعطاء جرعات علاجية من مضادات الملاريا ضمن برامج الإعطاء الجماعي للأدوية المباشر بظهور مقاومة الأدوية. يكمن التفسير المحتمل في السمات الحركية الدوائية الخاصة بهاتين الطريقتين. يؤدي إعطاء الأدوية المضادة للملاريا بالجرعات العلاجية إلى الوصول لتركيز دوائي يقتل جميع السلالات الحساسة. خلال نصف العمر النهائي للدواء، ينخفض التركيز إلى مستوى دون Cmin: أدنى تركيز يصله الدواء في مصل الدم بعد جرعة دوائية وقبل تناول الجرعة التالية، وهو التركيز المثبط الذي يقتل الغالبية العظمى من الطفيليات، دون هذا التركيز، يمكن للسلالات الأكثر مقاومة البقاء على قيد الحياة. لذا فإن الأدوية ذات نصف العمر النهائي القصير جدًا، ومنها مشتقات الأرتيميسينين، تحمل خطرًا أقل لانتقاء الطفيليات المقاوِمة مقارنة بالعقاقير التي تدوم فعاليتها فترةً أطول. في المقابل، من المرجح أن يؤدي إعطاء الأملاح المدعمة بالأدوية إلى تراكيز دوائية في النطاق تحت القاتل، وتصل هذه التراكيز إلى حالة ثابتة بعد تلقي جرعات عدة. يكون الوضع أسوأ عند استخدام أدوية مثل الكلوروكوين الذي يتراكم تدريجيًا. في هذه الحالة، تماثل زيادة تركيز الدواء التدريجية التجارب التي تهدف إلى إحداث مقاومة الأدوية في المختبر. يمكن أن ننظر إلى تجارب استخدام الملح المدعم بالأدوية على أنها تجارب انتقاء طفيليات مقاوِمة في الجسم الحي واسعة النطاق.

## الإعطاء الجماعي للأدوية والسمية الدوائية
يمكن أن ينتج عن إعطاء مضادات الملاريا لأعداد كبيرة من الأفراد دون إجراء الفحوصات الأولية أو بعد إجراء القليل منها وحسب إلى سمية كبيرة لأن جميع مضادات الملاريا المستخدمة تقريبًا يمكن أن تُحدث تأثيرات جانبية خطيرة.